# République du Bouregreg
Vous lisez un « bon article » labellisé en 2010.
1627–1668
Entités précédentes :
- Empire saadien

Entités suivantes :
- Empire chérifien

La république du Bouregreg ou république de Salé est une ancienne république maritime, qui a existé entre 1627 et 1668 à l'embouchure du fleuve Bouregreg, sur le territoire actuel du Maroc. Elle était formée des trois cités : Salé, Rabat et la Kasbah (aujourd'hui quartier de Rabat), où siégeait le diwan (ou divan). Le développement de ces deux dernières cités, situées sur la rive gauche de l'embouchure du Bouregreg, est à l'origine de l'actuelle ville de Rabat, appelée alors « Salé-le-Neuf ».
On appelle également parfois ce petit État « république des pirates du Bou Regreg », car il s'agissait effectivement d'une association de pirates, ou tout au moins de corsaires. Née de l'arrivée des musulmans (habitants d'Hornachos tout d'abord, puis Morisques andalous) expulsés par décision du roi d'Espagne, cette communauté de pirates, à l'abri des attaques derrière les hauts-fonds protégeant l'entrée de l'embouchure du Bouregreg, prospéra en attaquant des navires et en effectuant des raids jusqu'en Cornouailles, et même en Islande. Elle laisse au Royaume-Uni le souvenir des Sallee Rovers (« les écumeurs des mers de Salé »), comme en témoignent les aventures de Robinson Crusoé, captif des corsaires de Salé.

## Géographie et toponymie
Le territoire de la république du Bouregreg incluait non seulement l'actuelle Salé (« Salé-le Vieux »), sur la rive droite du Bouregreg, mais aussi l'actuelle Rabat (« Salé-le-Neuf ») et la Kasbah, sur la rive gauche.
À l'époque, le terme « Salé » sert à nommer cet ensemble de trois cités, reconnu par les nations européennes. Dans la médina de l'actuelle Rabat se trouve encore aujourd'hui une « rue des Consuls » où se trouvaient les représentations diplomatiques occidentales.

## Histoire
À la fin du Moyen Âge, ces trois cités font partie des territoires de la dynastie mérinide ; Salé-le-Vieux a depuis le XIIIe siècle une activité maritime importante, incluant de façon marginale la piraterie.

### Origines de la république du Bouregreg
Un changement important résulte de la fin de la Reconquista en Espagne, et surtout de la politique hostile aux Morisques, qui se concrétise en 1609-1610 par les décrets d'expulsion des musulmans hors d'Espagne.
Avant même ces décrets, une communauté de Hornacheros (originaires de la ville de Hornachos,  en Estrémadure) s'installe dès les premières années du XVIIe siècle dans la région de Salé, précisément dans la Kasbah alors en ruines. Ces musulmans, restés largement arabophones, anticipent les mesures d'expulsion et parviennent à quitter l'Espagne en emportant leurs biens ; leur richesse et leur précoce implantation à Salé leur permettent de jouer un rôle dominant dans la politique locale au moins jusqu'en 1630.
En 1610, à la suite des décrets entérinant la décision par le roi Philippe III de chasser tous les musulmans d'Espagne, une vague de plusieurs milliers de Morisques andalous arrive dans la région. Ils sont particulièrement nombreux à s'implanter à Salé-le-Neuf, au pied de la Kasbah. Ceux-ci parlent généralement l'espagnol, contrairement aux Hornacheros.
L'activité de piraterie prospère alors sur la rive gauche du Bouregreg, sous l'autorité de son premier gouverneur, Ibrahim Vargas. À partir de 1624, c'est le Néerlandais Jan Janszoon (appelé « Murad Reis ») qui en est le « Grand Amiral », donc le chef exécutif.

### Création et organisation de la république

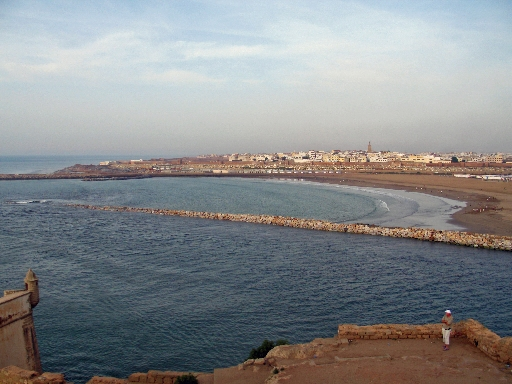
Vue de l'embouchure du Bouregreg depuis la Kasbah des Oudayas. Au loin, on aperçoit les murailles de Salé.

Après le départ de Jan Janszoon en 1627, les Morisques cessèrent de reconnaître l'autorité du sultan Moulay Zidane, auquel ils reprochaient de prélever la dîme sur leurs revenus. Les Hornacheros prirent le pouvoir et constituèrent la république corsaire du Bouregreg, dirigée par un diwan, lui-même présidé par un « Grand-Amiral ». Ce diwan, ou divan, sorte de cabinet gouvernemental formé de 12 à 14 notables, était contrôlé dans les toutes premières années de la république (entre 1627 et 1630) par les seuls Hornacheros, dont la mainmise était mal supportée par la population croissante de Morisques andalous.
Aussi, après quelques affrontements sanglants, un accord fut-il trouvé en 1630, prévoyant l'élection d'un caïd par les Andalous de « Salé-le-Neuf » - l'actuelle ville de Rabat, située sur la rive gauche du Bouregreg - et l'élection de 16 notables pour constituer le divan, nommés en nombre égal par la Kasbah et par Salé-le-Neuf. Enfin, les revenus des prises maritimes et des droits de douane devaient être également répartis entre la Kasbah et Salé-le-Neuf.
L'organisation de la république faisait appel à des talents multiples : Marocains de Salé-le-Vieux, mais surtout Maures espagnols exilés, s'y mêlaient avec des Hollandais, des Allemands et des Anglais, et parlaient la lingua franca à base d'espagnol mâtiné d'arabe, de français, de portugais et d'italien.
À partir des années 1660, les sultans alaouites Moulay Rachid puis Moulay Ismaïl finirent cependant par venir à bout de cette petite république empêtrée dans des luttes internes.

### Querelles intestines et décadence

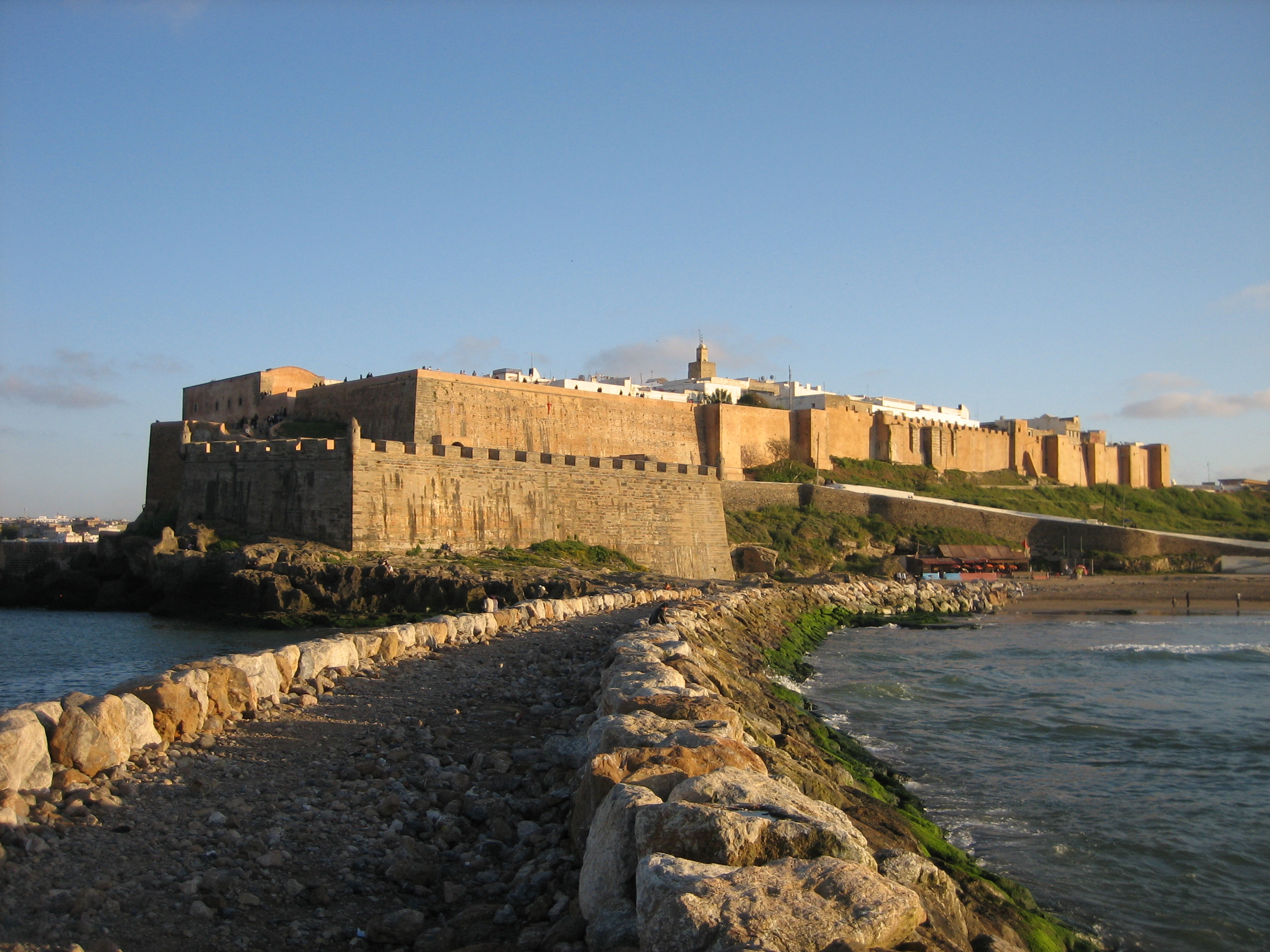
La kasbah des Oudayas, citadelle et centre du pouvoir des Hornacheros.

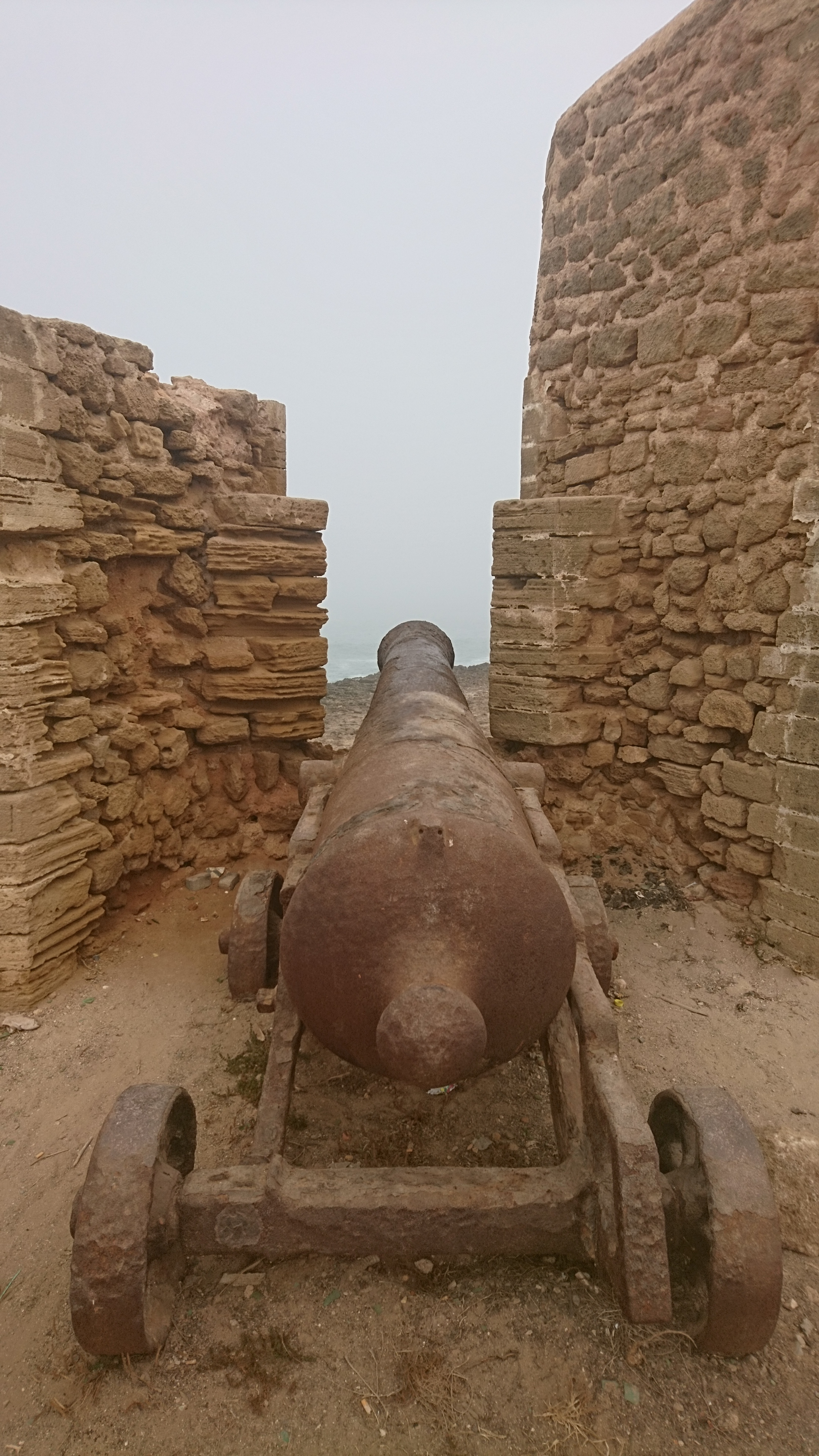
Canon dans la Medina de Salé, datant de l'époque de la république du Bouregreg.

Si efficace qu'elle ait pu se montrer sur mer, la république du Bouregreg fut fragilisée tout au long de sa courte histoire par les querelles intestines entre ses différentes communautés : toute sa vie politique est en effet formée de longs affrontements opposant les habitants des trois cités : les Hornacheros de la Kasbah et les Andalous de la ville basse de Salé-le-Neuf, mais aussi les musulmans plus traditionalistes de Salé-le-Vieux, sur fond de tentatives de contrôle par les autorités chérifiennes ou d'interventions étrangères. C'est sans doute dans ces rivalités sanglantes que l'on peut voir les germes de la fin de la république.
Ainsi, la guerre civile à peine larvée de 1630, née de la révolte des Andalous pauvres de la basse ville de Salé-le-Neuf face aux riches Hornacheros de la Kasbah qui se sont attribué non seulement tout le pouvoir politique mais aussi tous les revenus de la Douane, ne fut conclue par un accord que sous la pression de l'ambassadeur d'Angleterre Harrison.
Puis, en 1636, les Andalous, de nouveau révoltés contre la domination qu'exerçaient toujours dans les faits les habitants de la Kasbah, prirent celle-ci d'assaut et en chassèrent les Hornacheros, dont certains partirent s'exiler à Alger ou encore à Tunis.
Les Andalous, décidant alors de compléter leur victoire en parachevant l'unification des trois cités sous leur autorité, attaquèrent Salé-le-Vieux et son chef, le marabout El-Ayachi. Cependant, une flotte anglaise arrivée le 3 avril 1637 se porta au secours de Salé-le-Vieux en canonnant la Kasbah, parachevant de ce fait l'état de guerre civile qu'accompagnait sa cohorte de misère, voire de famine. Le sultan profita de la situation pour essayer en 1638 d'asseoir son autorité en installant des soldats dans la Kasbah, mais la ville fut rapidement reconquise grâce à une alliance des Andalous et des Hornacheros demeurés au Bouregreg.
Plus tard encore, à partir de 1641, ce sont les Dilaïtes qui prirent un réel ascendant tant sur les Hornacheros que sur les Andalous, après avoir fait assassiner El-Ayachi,. Pendant toute cette période, les nations européennes intervinrent dans les querelles opposant les différentes factions des cités du Bouregreg, les Hollandais, les Espagnols et les Anglais se montrant plus particulièrement actifs.
La fin de l'aventure de la république du Bouregreg arriva, après un long siège entre 1660 et 1664, par la chute en 1664 de la Kasbah aux mains du raïs el-Khadir Ghaïlan, en lutte avec les Dilaïtes, puis avec la montée de la puissance de la dynastie alaouite dans les années 1660, avant que le souverain alaouïte devienne celui de tout le Maroc en 1666. La victoire du sultan Moulay Rachid fut complétée en 1668 par la prise de la Zaouïa de Dila, date à laquelle le Bouregreg perdit toute autonomie politique.
Cette situation ne mit cependant pas fin à l'activité des corsaires de Salé, comme le montre l'aventure de Germain Moüette, survenue en 1670, et la piraterie - bien qu'en décadence, tout comme l'activité commerciale de la ville - subsista à Salé longtemps après que la république cesse d'exister. La tentative pour relancer officiellement la course au XVIIIe siècle ne fit qu'accélérer la décadence de la « cité des Deux-Rives » et de son activité corsaire, supplantée qu'elle fut de toutes façons à partir de 1760 par la fondation de Mogador, mieux armée pour la course moderne. Enfin, en 1818, Moulay Sliman renonça officiellement à la guerre sainte, mettant définitivement fin à toute activité corsaire sur les rives du Bouregreg.

## Le métier de «corsaire»

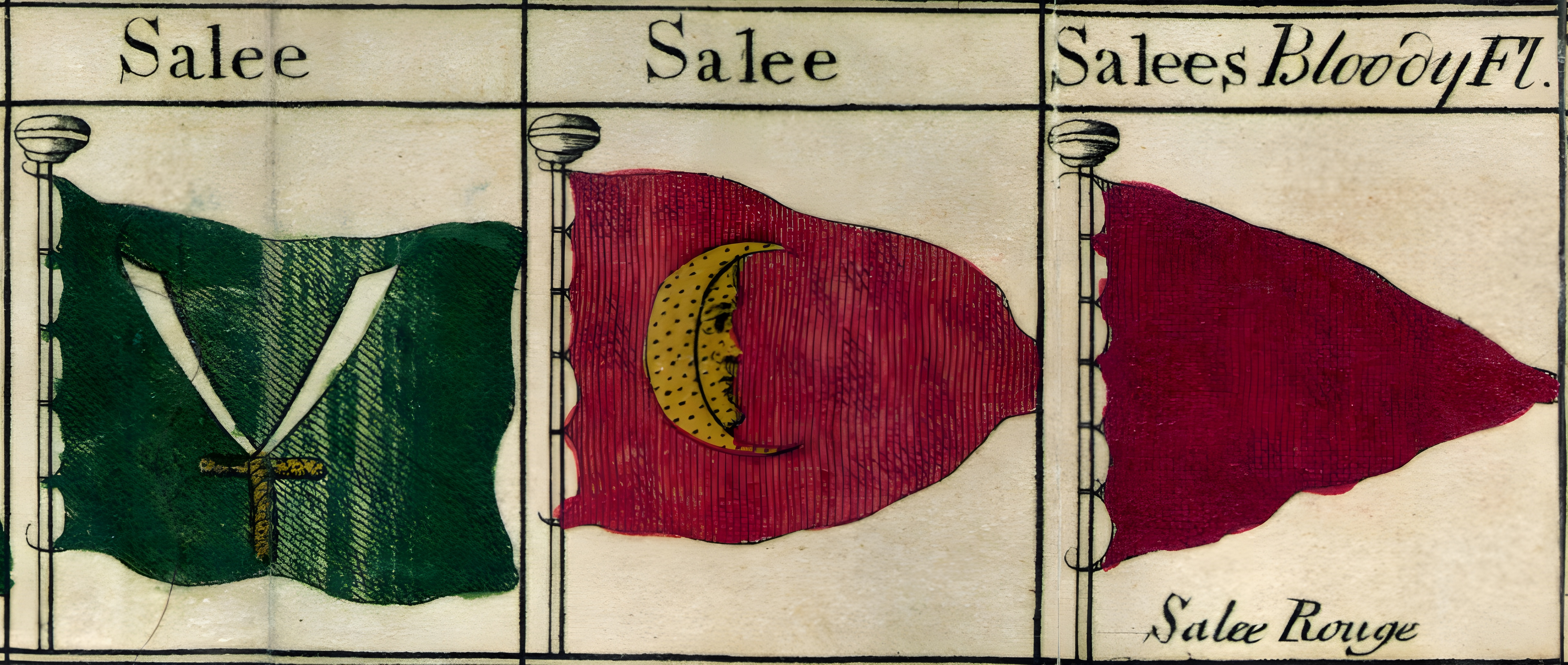
Les pavillons salétins, selon la liste de Carington Bowles.

La course pratiquée à Salé ne répondait pas rigoureusement aux critères retenus en Europe pour définir l'activité de corsaire, c'est-à-dire une activité officiellement autorisée à des particuliers par une lettre de marque du gouvernement leur conférant le droit de « courir sus aux ennemis de l'État » (et à personne d'autre) ; elle était donc considérée en Europe comme de la piraterie. Elle présente cependant quelques caractéristiques qui expliquent l'application du terme de « corsaire » aux pirates salétins : reversement du dixième des profits au roi du Maroc tout d'abord (avant 1627), puis au diwan ensuite, ou encore état de « guerre sainte » larvée contre les États chrétiens, jusqu'en 1818.

### Navires

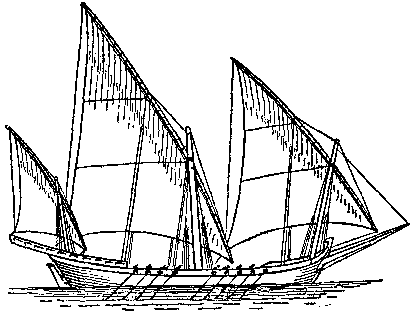
Le chebec, proche de la polacre et de la pinque, était l'un des bâtiments préférés des corsaires musulmans, du fait de sa vitesse. De plus, les rames permettaient une approche discrète, même en l'absence de vent.

Selon le Père Dan, dans son Histoire de Barbarie et de ses corsaires (1646), la piraterie à Salé commença avec l'arrivée des Morisques, dont les richesses apportées d'Espagne leur permirent d'acheter quelques navires, qu'ils armèrent en course. Ils écumèrent alors les mers, arborant tout d'abord le pavillon espagnol, en reversant 10 % du produit de leurs prises (tant en richesses qu'en captifs) au roi du Maroc, avant de se rebeller avec succès contre son autorité.
Protégée par les hauts-fonds marquant l'entrée de son port, dans l'embouchure du Bouregreg, la flotte des pirates de Salé n'était de ce fait composée que de navires à faible tirant d'eau, petits, mais rapides, tels que polacres, pinques et caraques. Ils étaient au nombre de dix-huit avant 1627, à l'époque où les pirates de Salé étaient dirigés par Jan Janszoon, avant que la flotte salétine ne prenne toute son ampleur. La plupart des navires jaugeaient entre 200 et 300 tonneaux, et étaient équipés de voiles, mais aussi de rames.
L'un des navires les plus efficaces, utilisé tant à Alger qu'au Maroc, était le chebec ; ses dimensions pouvaient atteindre 39 mètres de long, 7,5 mètres de large, avec un tirant d’eau de 2,7 mètres. L'armement pouvait comprendre huit canons de 6 livres sur les bordées, quatre canons de 12 livres sur la poupe, et huit couleuvrines de 3 livres sur le pavois.
Cependant, la petite taille des navires de Salé avait une contrepartie, leur interdisant la haute mer lorsque les rudes conditions météorologiques de l'Atlantique étaient défavorables. En réalité donc, on ne pratiquait la course à Salé que d'avril à octobre, au cours d'une campagne annuelle qui ne durait guère que six ou sept mois. En dehors de cette saison, outre l'état de la haute mer, la redoutable barre du Bouregreg interdisait l'accès du port plus de la moitié du temps, et les navires restaient alors au mouillage.

### Équipages

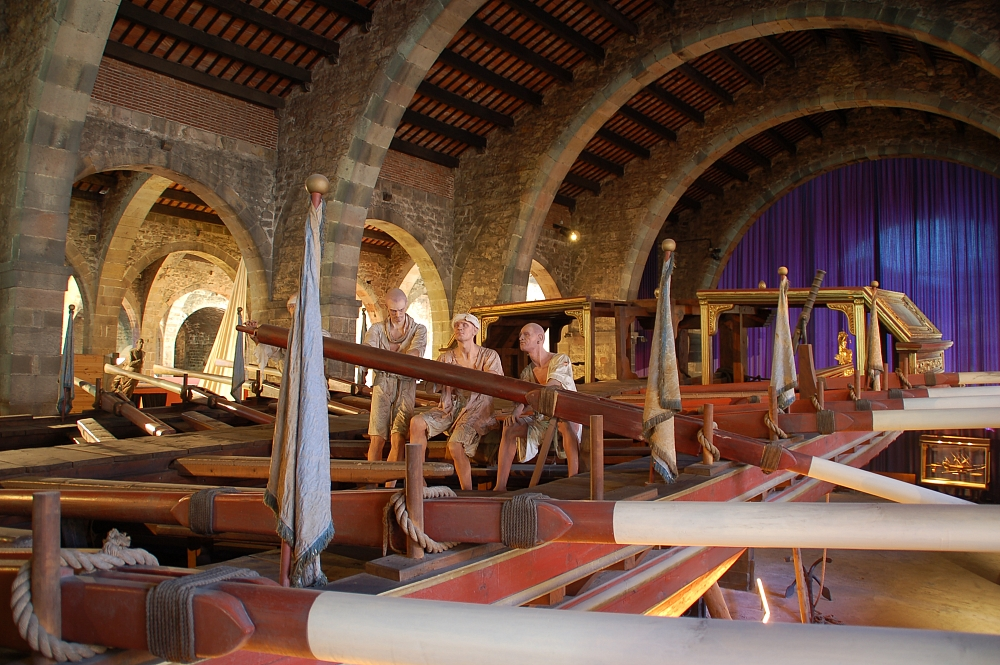
La vie des galériens de la chiourme était particulièrement dure, à Salé comme en Europe.

Les navires salétins étaient montés par un équipage de l'ordre de 200 personnes, entassées à bord de ces petits bâtiments. L'équipage-type de ces navires se composait de trois catégories de personnes :
- les officiers et spécialistes (pilote, canonniers, chirurgien, calfat...), très généralement des renégats venus de divers pays d'Europe. De fait, selon le Père Dan, « les « Turcs » et ceux de Barbarie se connaissent fort peu à la navigation »[33] ;
- l'équipage proprement dit, formé d'esclaves chrétiens, rassemblés en puisant parmi les quelque 1 000 ou 1 500 captifs chrétiens qu'hébergeait Salé en permanence[29]. Ce sont eux en particulier qui composaient la chiourme, que l'on enchaînait avant chaque combat « avec de grandes barres de fer » et des menottes[33] ;
- enfin, la « compagnie d'abordage », composée d'Andalous et de Marocains de souche. Armés de haches, de cimeterres et de pistolets, ces hommes se réservaient pour l'abordage des navires marchands choisis comme cible. Leur motivation était directement liée au caractère plus ou moins rémunérateur du métier : tant que l'activité de pirate se montra très profitable, le recrutement de ces compagnies d'abordage se fit sans grand problème ; mais lorsque, après 1668, le sultan voulut réglementer la course, entraînant alors une baisse du profit, de nombreux salétins se désintéressèrent de cette activité, contribuant au déclin de l'ancienne république[32].

### Tactique

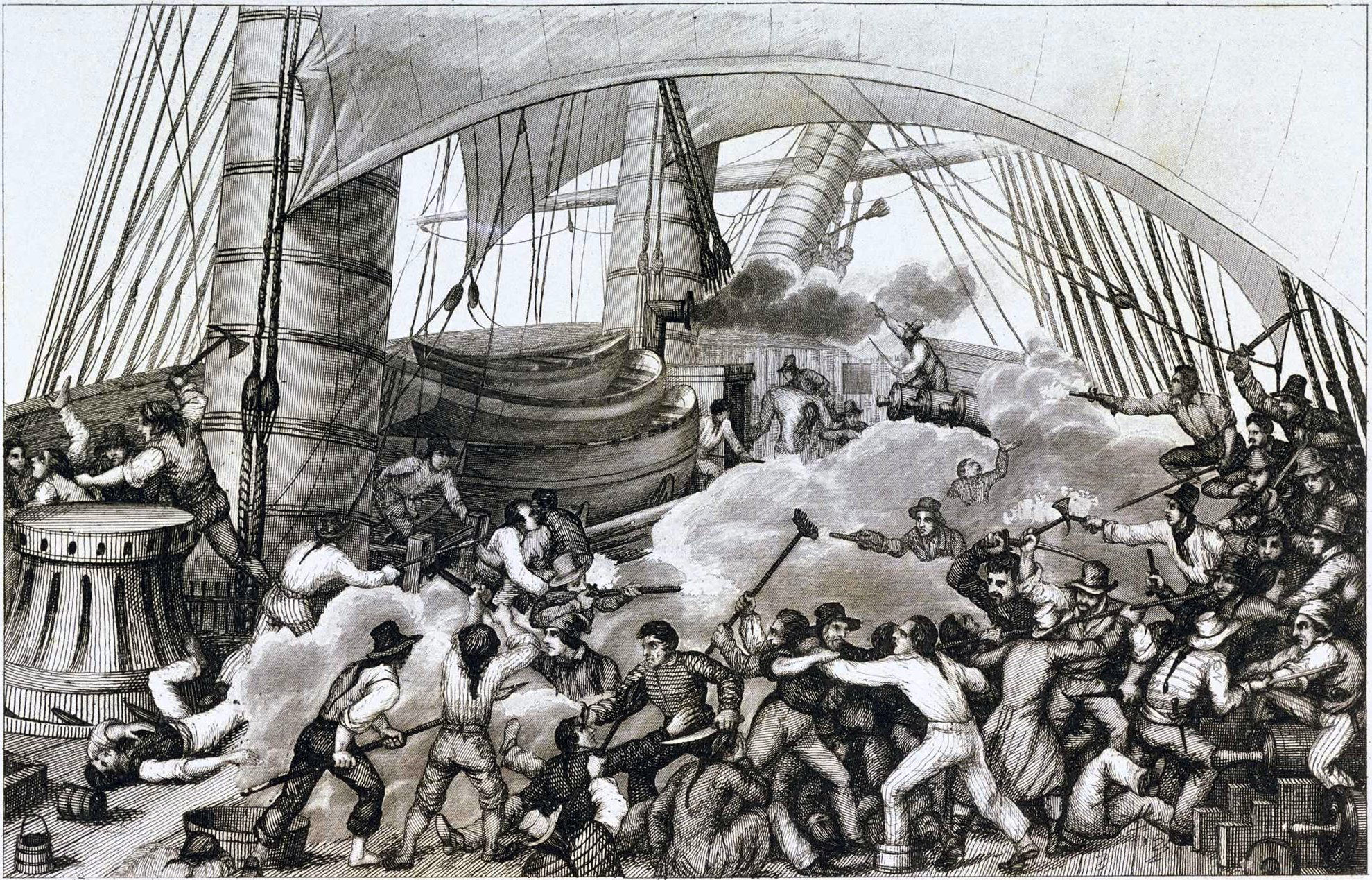
Au choc frontal de l'abordage, glorieux, mais toujours hasardeux, les corsaires de Salé préféraient la ruse et l'intimidation.

Les corsaires de Salé conduisaient leurs opérations de façon toute pragmatique. La violence n'était pour eux qu'un ultime recours, destiné à suppléer à la ruse si celle-ci ne suffisait pas. Plutôt que de mener des abordages héroïques et sanglants, ils préféraient donner le change, tromper et rassurer leurs futures victimes, par exemple en arborant le pavillon d'une nation en paix avec la leur, ou monter pacifiquement à bord après avoir prétexté la vérification des « passeports » du navire, comme le firent les corsaires qui capturèrent Germain Moüette. Comme l'a formulé le comte de Castries, « à la glorieuse incertitude du combat, ils préféraient des victimes désarmées et pacifiques ».
La tactique des corsaires de Salé reposait en grande partie sur l'évaluation des navires qu'ils rencontraient : dès l'aube, selon les mémoires d'Henry Mainwaring, ils hissaient toute la voilure et commençaient à scruter l'horizon, puis, lorsqu'une cible potentielle était identifiée, discutaient avec le plus grand soin de l'intérêt de cette cible, des risques possibles et de la tactique à adopter (pavillon à hisser, ruses et prétextes...).
Outre l'inutilité de la violence lorsque la ruse ou l'intimidation suffisaient, l'intérêt des corsaires était de ne pas risquer d'endommager la précieuse marchandise que constituaient les captifs.

### Coups de main et expéditions lointaines

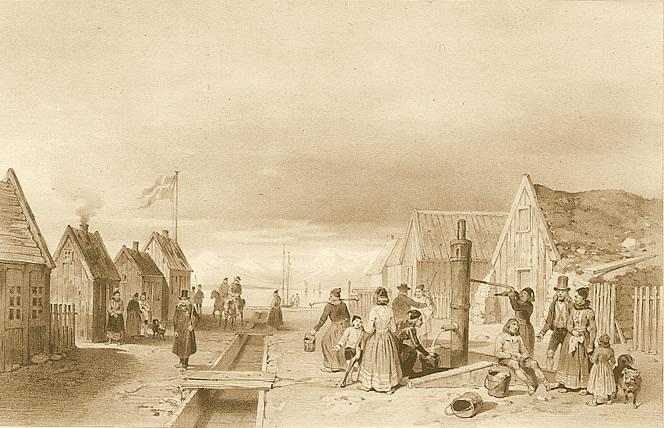
Reykjavik, l'une des avancées extrêmes en Atlantique des corsaires de Salé. Ce n'était alors qu'un très petit village.

Originaires d'Espagne, mais aussi d'autres pays d'Europe dans le cas des « renégats », les pirates excellaient à collecter d'utiles renseignements sur leurs cibles potentielles à terre ; car ils ne se bornaient pas à s'attaquer à des navires, mais menaient de véritables raids destinés à capturer des habitants des côtes européennes pour les vendre comme esclaves en Afrique du Nord. Tant pour leur proximité que du fait de l'origine des corsaires salétins, ce sont les côtes d'Espagne que ceux-ci privilégiaient. Toujours soucieux d'efficacité, ils avaient en effet mis en place en Espagne, dont ils parlaient parfaitement la langue, un « véritable réseau d'espionnage ».
Dès les premières années, les corsaires de Salé menèrent également des raids audacieux et lointains : en 1624, unis aux pirates d'Alger, ils allèrent jusqu'à donner la chasse aux pêcheurs de Terre-Neuve. En 1627, ils effectuèrent un raid contre la ville de Reykjavik, en Islande, où fut capturée Guðríður Símonardóttir dite Tyrkja-Gudda (Gudda la Turque).
Il existait une véritable spécialisation entre les pirates d'Alger et ceux de Salé. Fort de leur nombre et de leur antériorité, les pirates algériens se réservaient en pratique la course en « mer du Levant » (la mer Méditerranée), les corsaires de Salé se réservant la « mer du Ponant », c'est-à-dire l'océan Atlantique, avec le détroit de Gibraltar pour frontière.
Ils s'en prenaient par conséquent aussi aux îles britanniques, situées sur leur terrain de chasse. Ils attaquèrent par exemple les côtes de Cornouailles. En 1625, ils enlevèrent des captifs à Plymouth ; en 1626, ils capturèrent cinq navires au large du pays de Galles. En 1631, Jan Janszoon, à la tête de corsaires salétins, effectue un coup de main contre Baltimore, qu'il met à sac en enlevant 237 personnes, « hommes, femmes et enfants jusqu'à ceux du berceau » selon le Père Dan, dans le but de les revendre comme esclaves sur les marchés d'Afrique du Nord. Une flotte forte de 27 navires des « écumeurs des mers de Salé » (Sallee Rovers) était vers le milieu du XVIIe siècle stationnée en embuscade au large du cap Land's End.

### Produit des prises

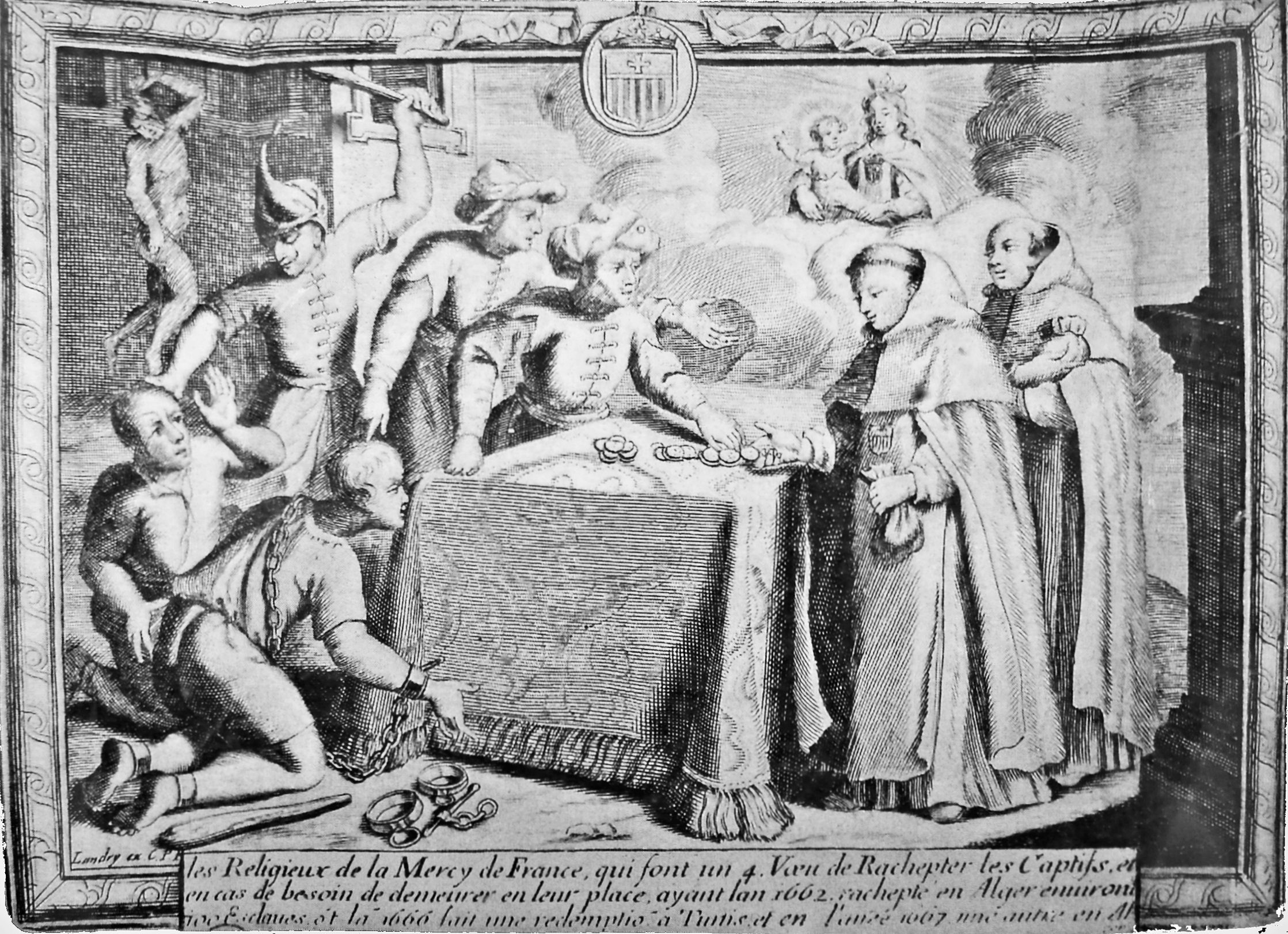
Après avoir été vendus au marché de Salé, les captifs pouvaient être libérés contre rançon, ou rachetés par des religieux tels que ceux de La Merci (ce sont eux qui rachetèrent Germain Moüette).

Les prises — biens ou captifs — étaient monnayées sur les marchés de Salé. Les biens étaient écoulés bien souvent au travers de trafiquants installés à Salé, qui les revendaient en Europe par des villes interlopes telles que Livourne, Gênes et Pise. Les captifs, enfermés tout d'abord dans les « matamores » (les matmoura, silos à grain souterrains), étaient vendus au marché aux esclaves, situé sur la rive sud de l'embouchure du Bouregreg, au pied de la Kasbah. Lors de la vente aux enchères de ces captifs, les acheteurs potentiels examinaient leurs mains avec la plus grande attention, car des mains soignées et sans callosités indiquaient une personne de qualité, que l'on pouvait espérer échanger plus tard contre une importante rançon ; ainsi le capitaine du navire de Moüette et sa mère furent-ils vendus pour 1 500 écus, alors que Moüette n'atteignit qu'un prix de 360 écus.
Le produit des prises était réparti ainsi :
- 10 % pour le diwan ;
- 45 % pour l'armateur du navire, pour le rémunérer des risques pris ;
- 45 % pour l'équipage : les officiers, le maître canonnier, le pilote et le chirurgien recevaient chacun trois parts ; le calfat, le maître de manœuvre et les canonniers recevaient de leur côté deux parts chacun[46]. Dans certains cas, le capitaine était aussi propriétaire de son navire, et pouvait ainsi accumuler une petite fortune, comme ce fut le cas de Murad Reis[46].

## Les corsaires de Salé dans la littérature

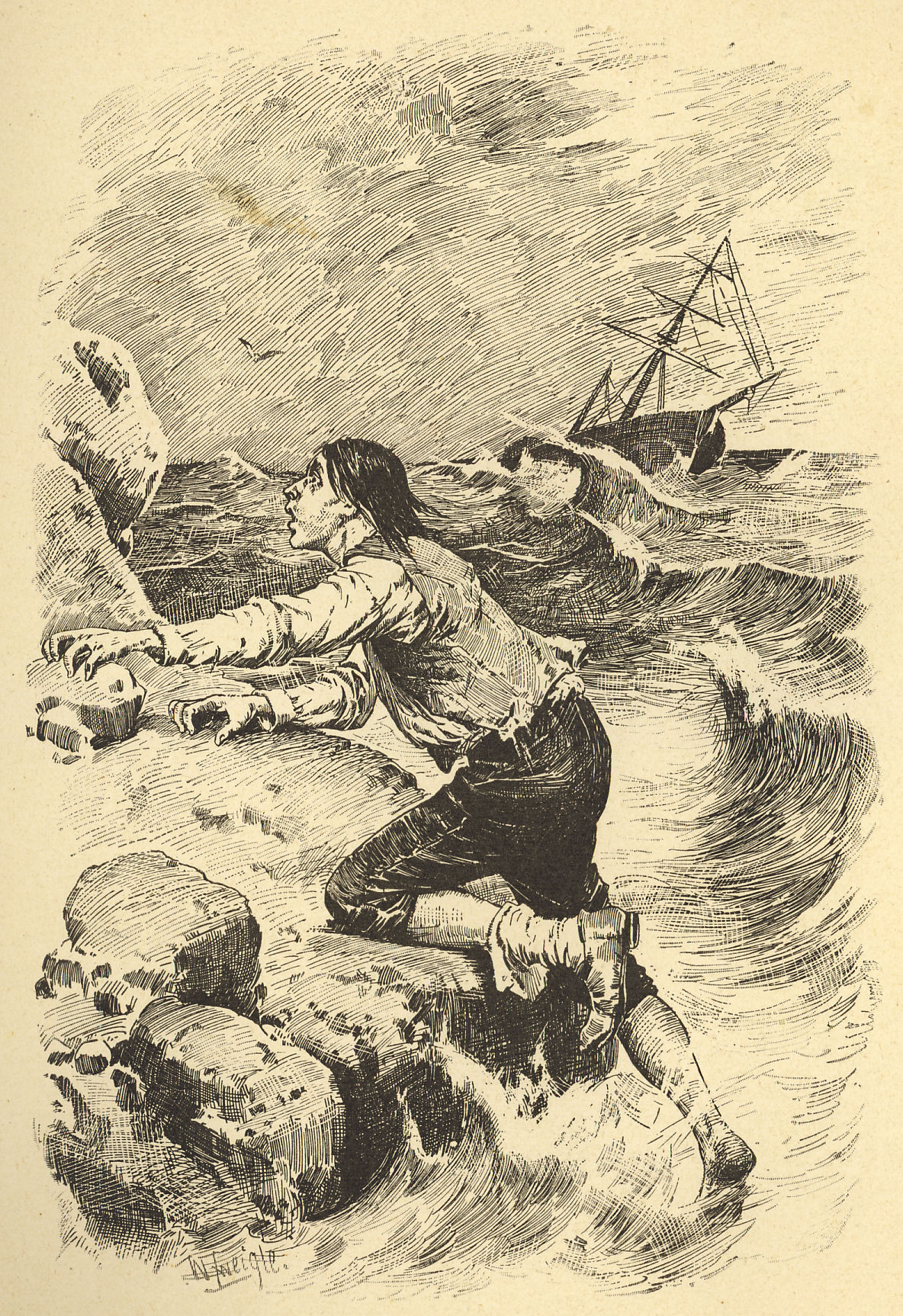
Robinson Crusoé, la victime la plus connue des corsaires de Salé.

En dehors même d'ouvrages purement historiques, comme l’Histoire de Barbarie et de ses corsaires, du Père Dan, la menace constante représentée par les corsaires de Salé pour les côtes et la navigation en Atlantique était telle qu'elle a marqué la mémoire collective en Europe.
Le souvenir le plus notoire des Sallee Rovers se trouve dans le livre de Daniel Defoe, La Vie et les aventures étranges et surprenantes de Robinson Crusoé, dont le héros est capturé par les corsaires « turcs » de Salé. Robinson Crusoé est ensuite emmené à Salé, où il est gardé comme esclave par un « Maure » pendant deux ans avant de pouvoir s'échapper.
Mais la connaissance que l'on peut avoir du sort des prisonniers des corsaires de Salé provient en bonne partie du livre autobiographique de Germain Moüette, Relation de la captivité du Sr. Mouette dans les royaumes de Fez et de Maroc, où il a demeuré pendant onze ans, publié en 1683. Capturé par les corsaires de Salé à l'âge de 19 ans et vendu à l'encan comme esclave, Moüette eut différents maîtres et exerça divers métiers pendant ses onze années de captivité, avant d'être racheté à Meknès par des religieux de la Merci. De retour en France, il écrivit le récit de ses aventures, source d'autant plus précieuse sur la vie des captifs chrétiens comme sur la vie quotidienne dans le Maroc de l'époque que Moüette avait appris l'arabe et l'espagnol et s'en était servi pour s'informer du monde qui l'entourait.